# Chlum (kraj Wysoczyna)
Chlum – gmina w Czechach, w powiecie Třebíč, w kraju Wysoczyna. 1 stycznia 2014 liczyła 154 mieszkańców.